# جيانكارلو فيتالي
جيانكارلو فيتالي (بالإيطالية: Giancarlo Vitali)‏ هو رسام إيطالي، ولد في 29 نوفمبر 1929 في بيلانو في إيطاليا، وتوفي بنفس المكان في 25 يوليو 2018.

## وصلات خارجية
- الموقع الرسمي